# Albert Venn Dicey
Albert Venn Dicey (né le 4 février 1835 et mort le 7 avril 1922) est un juriste britannique, théoricien des lois constitutionnelles. Les principes qu'il expose dans son œuvre majeure An Introduction to the Study of the Law of the Constitution (1915) sont considérés comme faisant partie de la constitution non codifiée du Royaume-Uni. Diplômé du Balliol College d'Oxford, il devint Vinerian Professor of English Law à l'université d'Oxford avant de devenir professeur de droit à la London School of Economics. Il a popularisé le terme « rule of law », traduit souvent en français comme État de droit.

## Œuvre
- Leçons sur les rapports entre le droit et l'opinion publique en Angleterre au cours du dix-neuvième siècle [Texte imprimé] / par A.V. Dicey, … ; traduction de Alb. et Gaston Jèze / Éd. française complétée par l'auteur /
- Introduction to the Study of the Law of the Constitution (8th Edition with new Introduction) (1915)
- Introduction à l'étude du droit constitutionnel, édition complétée par l'auteur, traduction française de André Batut et Gaston Jèze, préface de Alexandre. Ribot,.Paris, 1902 : V. Giard et E. Brière lire en ligne sur Gallica
- A Leap in the Dark, or Our New Constitution (an examination of the leading principles of the Home Rule Bill of 1893) (1893)
- England's Case against Home Rule (1887)
- The Privy Council: The Arnold Prize Essay (1887)
- A Digest of the Law of England with reference to the Conflict of Laws (2nd Edition) (1908)
- A Fool's Paradise: Being a Constitutionalist's Criticism of the Home Rule Bill of 1912 (1913)
- Thoughts on the Union between England and Scotland (1920)